# Athol (Kansas)
Athol – miasto w Stanach Zjednoczonych, w stanie Kansas, w hrabstwie Smith.